# NIC-15
La NIC-15 es una autopista nacional catalogada como troncal principal ubicada en Nicaragua. La carretera inicia en el Norte entre la frontera de Honduras y Nicaragua, en el Empalme Yalagüina - Las Manos, Nueva Segovia hasta finalizar en el Sur en Dipilto, Departamento de Nueva Segovia.